# Lauren Ridloff
Lauren Ridloff (Chicago, 6 de abril de 1978), é uma atriz e ex-professora americana. Ela é mais conhecida como uma ex-Miss América Surdos (2000 – 2002, como Lauren Teruel), pela sua performance em 2018 como Sarah Norman, em Children ou a Lesser God na Broadway, que lhe rendeu um Tony, como Connie na série de televisão da AMC The Walking Dead, e como Makkari no Universo Cinematográfico Marvel. 

## Vida pessoal
Ridloff nasceu com o nome Lauren Teruel em Chicago e é filha de um pai mexicano-americano e uma mãe afro-americana. Seus pais a matricularam em escolas católicas na área de Chicago, e mais tarde ela frequentou a Escola Secundária Modelo para Surdos em Washington, DC. Ela se mudou para a Costa Oeste para cursar a California State University, Northridge, graduando-se em Inglês e Escrita Criativa. Em 2000. Após a faculdade e sua passagem como Miss Deaf America, mudou-se para Nova York para estudar educação na Hunter College e depois ensinou o jardim de infância por vários anos. Ela mora no Brooklyn, é casada com Douglas Ridloff e tem dois filhos.  

## Créditos de teatro
| Ano  | Título                  | Função       | Teatro     | Diretor (es) | Ref.  |
| ---- | ----------------------- | ------------ | ---------- | ------------ | ----- |
| 2018 | Filhos de um deus menor | Sarah Norman | Estúdio 54 | Kenny Leon   | [ 6 ] |

## Filmografia

### Cinema
| Filme          | Lançamento              | Personagem | Notas |
| -------------- | ----------------------- | ---------- | ----- |
| Wonderstruck   | 20 de outubro de 2017   | Pérola     |       |
| Sound of Metal | 6 de setembro de 2019   | Diane      |       |
| Eternals       | 12 de fevereiro de 2021 | Makkari    |       |

### Televisão
| Ano         | Título                  | Função | Notas                                               | Ref.  |
| ----------- | ----------------------- | ------ | --------------------------------------------------- | ----- |
| 2016        | Projeto Cinco Sob Cinco | Mãe    | Episódio: "Earology"                                | [ 7 ] |
| 2018 – 2022 | The Walking Dead        | Connie | Recorrente (9ª Temporada) Principal (10ª Temporada) | [ 8 ] |
| 2019        | New Amsterdam           | Margot | Episódio: "Lugar feliz"                             | [ 9 ] |